# Urziceni
Urziceni (rumænsk udtale: [urziˈt͡ʃenʲ]) er en by i distriktet Ialomița , Muntenien, Rumænien, beliggende omkring 60 km nordøst for Bukarest. Den har en befolkning på 13.380 (2021) indbyggere: 93,1 % rumænsk, 4,6 % Romaer og 1,6 % ungarere.
Som resultaterne af folketællingen i 2011 viser, ligger Urziceni på en tredjeplads i distriktet  efter Slobozia og Fetești med 14.053  indbyggere, der er 6.765 mænds og 728.8 kvinders. 

## Oprindelse
Byen blev grundlagt af rumænske hyrder og har sit navn fra ordet "urzică" (Urtica: nælde). Den blev nævnt første gang i et skriftligt dokument den 23. april 1596 under Mihai Viteazul i Mihai Viteazuls regeringstid. Den fik i 1831 status som købstad og i 1895 status som by. I 117 år var den hovedstad i Ialomița didstriktet (mellem 1716 og 1833).

## Fodboldrekord
Urziceni er en lille by efter alle standarder, men er måske bedst kendt for sit fodboldhold, Unirea Urziceni. Urziceni har rekorden som den mindste by, der har haft et hold i Champions League (2009/10). Holdet lukkede  et år senere, men genopstod i 2015.